# Sprawiedliwość (tarot)
Sprawiedliwość – karta tarota należąca do Arkanów Wielkich, zazwyczaj oznaczana numerem 8 (VIII). W tradycji Hermetycznego Zakonu Złotego Brzasku, za sprawą A. E. Waite'a, oznaczona numerem 11 (XI) – zamieniona miejscami z kartą Moc.
Inne nazwy: Waga, Prawo, Władca Równowagi.

## Wygląd
Karta przedstawia kobietę w długiej szacie, czasem w przepasce zasłaniającej oczy, siedzącą na tronie. W jednej dłoni postać trzyma wagę, w drugiej zaś miecz. Zdarza się także uproszczony wizerunek, przedstawiający po prostu postać mitologicznej bogini Temidy.

## Znaczenie
Ta karta kojarzy się z zakończeniem procesu sądowego, ale także rozwiązaniem jakiegoś problemu. Ma przeciwstawne znaczenia w zależności od położenia - prosta symbolizuje wyrok sprawiedliwy, właściwą i tolerancyjną ocenę postępowania; przeciwnie odwrócona, która oznacza niesprawiedliwą ocenę i nieuczciwe potraktowanie. Karta ta jest także ogólnym symbolem spraw związanych z wymiarem sprawiedliwości i przestępstwami.

## Galeria

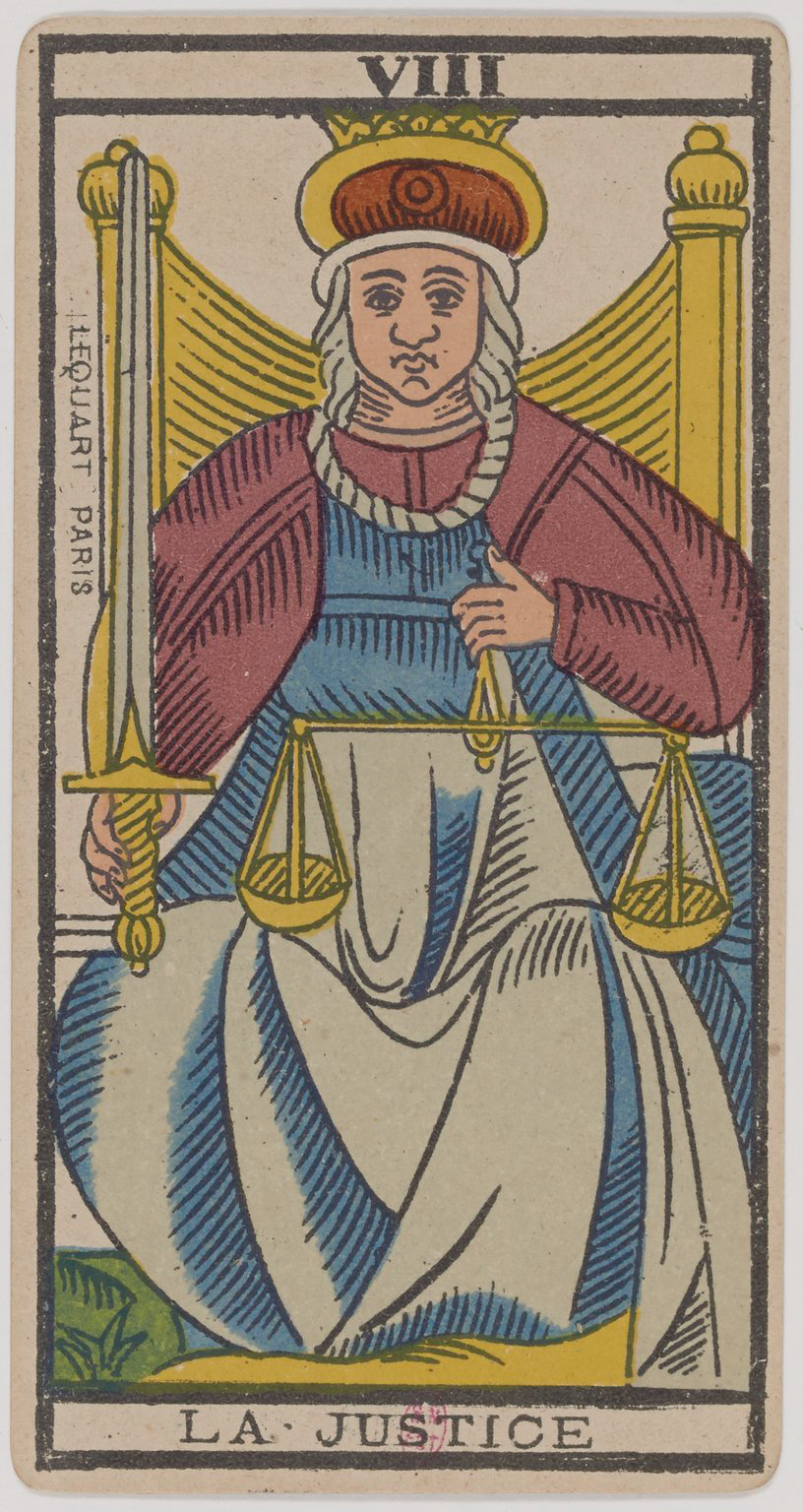
Sprawiedliwość z talii tarota marsylskiego.
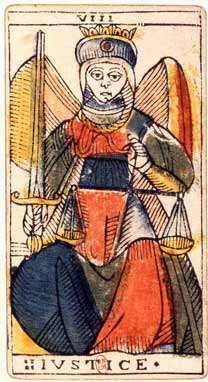
Sprawiedliwość z talii tarota marsylskiego Jeana Dodala (XVIII wiek).
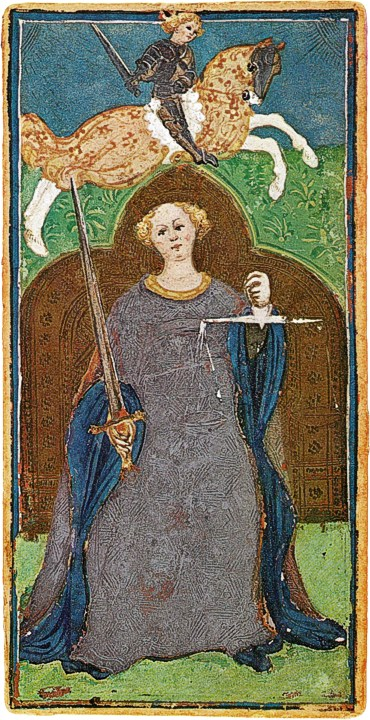
Sprawiedliwość z talii tarota Viscontich-Sforzów ze zbiorów Pierpont Morgan-Bergamo (XV wiek) – reprodukcja.
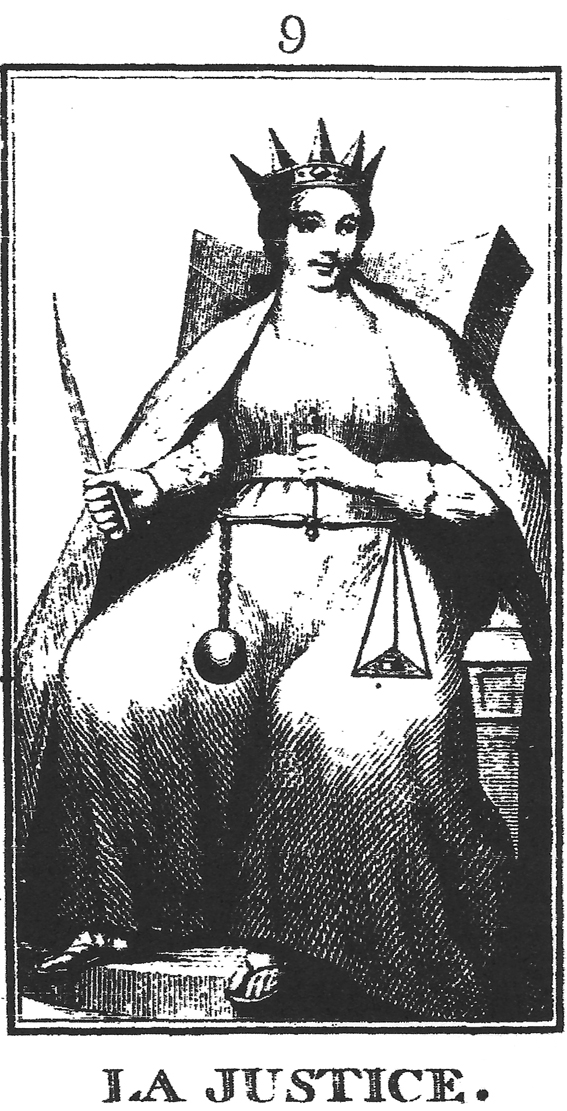
Sprawiedliwość z tarota Etteilli – rycina opublikowana w książce Etteilli pt. Manière de se récréer avec le jeu de cartes nommées tarots (1785)